# Елифаз (сын Исава)
Елифаз, Элифаз (ивр. אֱלִיפַז/אֱלִיפָז‎ «Мой Элохим — золото», стандартн. ивр. Элифаз или Элипаз, тибер. ивр. Lîp̄az / lîp̄āz) — библейский ветхозаветный персонаж; первенец Исава (1Пар. 1:35) от его жены Ады (Быт. 36:4).
У него было шесть сыновей (1Пар. 1:36), из которых Омар был первенцем, а остальные были Феман, Зефо, Гатам, Кеназ и, наконец, Амалек, который родился у его наложницы Фамны. Народ Амалека был исконным врагом народа Израиля (Исх. 17:16, Втор. 25:19).
Мидраш рассказывает, что, когда Иаков сбежал от Исава к своему дяде Лавану в Харран, Исав послал Елифаза преследовать и убить Иакова, его дядю, который также был его раввином. Когда они встретились, Иаков умолял Елифаза не убивать его, но Елифаз возразил, что ему нужно выполнить наставления своего отца. Иаков отдал Елифазу всё, что у него было, и сказал: «Возьми то, что у меня есть, потому что бедняк считается мёртвым». Елифаз остался доволен и оставил своего дядю и раввина бедными, но всё ещё живыми.
Согласно книге «Легенды евреев» (1909), автор которой Леви Гинцберг, Елифаз был пророком.